# Complexe dynamische systeemtheorie
Complexe dynamische systeemtheorie is een specifieke systeemtheorie over de ontwikkeling van systemen in de tijd. Deze systeemtheorie is ontwikkeld aan de Rijksuniversiteit van Groningen door Kees de Bot en anderen specifiek voor de studie van taal als dynamisch proces. Deze benadering van taal en taalverwerving is met name geïnspireerd door het werk van ontwikkelingspsycholoog Paul van Geert.